# Dominic Chanda
Dominic Chanda (ur. 26 lutego 1996 w Lusace) – zambijski piłkarz grający na pozycji środkowego obrońcy. Od 2023 jest zawodnikiem klubu Power Dynamos FC.

## Kariera klubowa
Swoją karierę piłkarską Chanda rozpoczął w klubie Circuit City FC. W sezonie 2017 zadebiutował w jego barwach w drugiej lidze zambijskiej. W 2020 przeszedł do Kabwe Warriors, a w 2023 do Power Dynamos FC.

## Kariera reprezentacyjna
W reprezentacji Zambii Chanda zadebiutował 5 czerwca 2021 w przegranym 1:3 towarzyskim meczu z Senegalem, rozegranym w Thiès. W 2024 roku powołano go do kadry na Puchar Narodów Afryki 2023. Nie rozegrał w nim żadnego meczu.